# Justin Brown (Dirigent)
Justin Brown (* 1962) ist ein britischer Dirigent und Pianist. Von 2008 bis 2020 war er Generalmusikdirektor am Badischen Staatstheater Karlsruhe. 

## Leben
Justin Brown studierte an der Cambridge University und in Tanglewood/Massachusetts bei Seiji Ozawa und Leonard Bernstein. Später assistierte er den namhaften Komponisten Leonard Bernstein und Luciano Berio. Sein Debüt als Dirigent gab er mit der britischen Erstaufführung von Bernsteins Mass.
Als Musikdirektor des Alabama Symphony Orchestra (2006 bis 2012) gewann er 2011 den John S. Edwards-Preis für seinen Einsatz für die Amerikanische Neue Musik. Unter seiner Leitung gewann das Orchester drei ASCAP-Awards. 2012 folgte sein Debüt in der Carnegie Hall im Rahmen des Spring for Music Festival.
2008 wurde Justin Brown Generalmusikdirektor des Staatstheaters Karlsruhe. Für die Erweiterung des Orchesterrepertoires und seine abwechslungsreiche Programmgestaltung erhielt die Badische Staatskapelle 2012 den Preis des Deutschen Musikverleger-Verbandes (DMV) für das Beste Konzertprogramm 2012/13. Im Jahresheft 2012 der Zeitschrift Opernwelt wurde er als Dirigent des Jahres genannt. Justin Browns Interpretationen von Wagners Opernzyklus Der Ring des Nibelungen mit der Badischen Staatskapelle im Zeitraum von 2015 bis 2018 erhielt lobende Kritiken.
Justin Brown verlängerte 2017 seinen Vertrag in Karlsruhe bis 2020. Wegen der COVID-19-Pandemie konnte 2020 kein Abschiedskonzert stattfinden. Auch sein erstes Dirigat beim Longborough Opernfestival in Großbritannien konnte daher erst 2021 stattfinden.
Als Gastdirigent hat Justin Brown mit vielen erstklassigen Orchestern und an renommierten Opernhäusern weltweit gearbeitet. 2007 wurde er für einen Grammy in der Kategorie Best Classical Recording nominiert.